# Niels Overgaard
Niels Overgaard (født 22. januar 1981) er en dansk journalist og forfatter.
Han voksede op på Vesterbro i København og er uddannet journalist fra Syddansk Universitet. Efterfølgende har han været ansat som journalist på Ritzaus Bureau, som kommunikationschef i Danske Bank og som kommunikationschef og siden chef for bæredygtighed i PFA. Siden 2021 har han været kommunikationschef i Gyldendal.
Som forfatterede debuterede han i 2008 med selvhjælpsbogen Få styr på tingene og bliv mere effektiv, og i 2020 slog han igennem med selvhjælpsbogen Det hele handler ikke om dig, der er solgt i mere end 75.000 eksemplarer.  Han udgav sin tredje bog, Mere er aldrig nok, mens Det skal nok gå – 48 ting, jeg ville ønske, jeg havde vidst, da jeg var ung udkommer i marts 2025.